# Чжан Минъян (боец)
Чжан Минъян (кит. упр. 张名扬, пиньинь Zhāng Míngyáng; род. 16 августа 1998, Фуян, Китай) — китайский боец смешанных боевых единоборств. Профессионал с 2014 года, на данный момент выступает в Ultimate Fighting Championship (UFC) в полутяжёлом весе. Занимает 13 строчку официального рейтинга UFC в полутяжёлом весе.

## Биография
Чжан родился в уезде Фуян в 1998 году. Прозвище «Горный Тигр» ему дал отец, так как он родился в год Тигра , а также потому, что отец надеялся, что он станет таким же храбрым, как Тигр. 
Когда Чжану было семь лет, он встретил своего дядю, который закончил обучение в монастыре Шаолинь и обучил Чжана боевым искусствам. Когда Чжану было двенадцать лет, родители Чжана отправили его в монастырь Шаолинь для тренировок по его настоятельной просьбе.
В возрасте четырнадцати лет Чжан был выбран в качестве члена команды провинции Шаньси по саньда.
Будучи в команде Sanda, Чжан случайно увидел видео UFC в Интернете. Посмотрев его, он решил перейти в ММА с целью попасть в UFC. Несмотря на отговоры семьи, он покинул родной город и переехал в Циндао в провинции Шаньдун. Он присоединился к Sunkin Fight, которая была дочерней компанией Sunkin Group, компании по недвижимости.
Чжан женат. Его жена раньше была танцовщицей, которая участвовала в новогоднем гала-концерте CMG.
У Чжана есть один сын. Чжан не смог присутствовать на родах, так как в то время находился в тренировочном лагере.

## Карьера

### Ранняя карьера
В 2014 году в возрасте шестнадцати лет Чжан начал свою карьеру в смешанных боевых искусствах (ММА), выступая на региональной китайской арене.
Чжан представлял Китай на чемпионате мира среди юниоров 2018 года, который проходил в городе Санкт-Петербург, Россия, и был организован Российским союзом ММА и Всемирной ассоциацией смешанных боевых искусств. Он выиграл золотую медаль в весовой категории 93 кг.

### Ultimate Fighting Championship
9 июня 2022 года Чжан сражался в нетурнирном поединке против Тукл Туккоса в качестве открытия Road to UFC Season 1. Несмотря на то, что Токкос был фаворитом по ставкам -675, Чжан отправил его в нокаут в первом раунде. Эта победа сделала Чжана первым китайским бойцом, выигравшим контракт UFC в программе Road to UFC.
Первоначально планировалось, что в 2023 году Чжан встретится с Тайсоном Педро на турнире UFC 284. Однако Чжану пришлось сняться с боя из-за серьезной травмы, из-за которой он не мог участвовать в боях более года.
Чжан дебютировал в UFC 17 февраля 2024 года на UFC 298, где он встретился с Брендсоном Рибейро. Он победил нокаутом в первом раунде. Этот бой принес ему первый бонус «Выступление вечера».
23 ноября 2024 года Чжан встретился с Оззи Диасом на UFC Fight Night: Ян vs. Фигейреду. Он победил техническим нокаутом в первом раунде с помощью удара локтем. Этот бой принес ему второй бонус подряд «Выступление вечера».
26 апреля 2025 года Чжан встретился с Энтони Смитом, который проводил свой последний бой на UFC on ESPN: Мачадо Гэрри vs. Пратес. Он победил техническим нокаутом в первом раунде. Этот бой принес ему третий бонус подряд «Выступление вечера».

## Титулы и достижения

### Ultimate Fighting Championship
- - «Выступление вечера» (трижды) vs. Брендсон Рибейро, Оззи Диас и Энтони Смит

### UFC.com Awards
- - 6 место: «Проспект года» (2024)

### Wu Lin Feng
- - Победитель турнира WLF в тяжёлом весе (2021)

### Sanda
- - Чемпион Хэнань среди юношей по саньда − 1 место
  - Национальный чемпион по саньда среди юниоров − 1 место

## Статистика в профессиональном ММА
| Боёв 25  | Побед 19 | Поражений 6 |
| -------- | -------- | ----------- |
| Нокаутом | 13       | 3           |
| Сдачей   | 6        | 2           |
| Решением | 0        | 1           |

| Результат | Рекорд | Соперник          | Способ                 | Турнир                                                      | Дата            | Раунд | Время | Место                     | Примечание                                                            |
| --------- | ------ | ----------------- | ---------------------- | ----------------------------------------------------------- | --------------- | ----- | ----- | ------------------------- | --------------------------------------------------------------------- |
| Победа    | 19-6   | Энтони Смит       | TKO (локти)            | UFC on ESPN: Мачадо Гэрри vs. Пратес                        | 26 апреля 2025  | 1     | 4:03  | Канзас-Сити, Миссури, США | «Выступление вечера» (3)                                              |
| Победа    | 18-6   | Оззи Диас         | TKO (локоть)           | UFC Fight Night: Ян vs. Фигейреду                           | 23 ноября 2024  | 1     | 2:25  | Макао, Китай              | «Выступление вечера» (2)                                              |
| Победа    | 17-6   | Брендсон Рибейру  | KO (удары)             | UFC 298                                                     | 17 февраля 2024 | 1     | 1:41  | Анахайм, Калифорния, США  | Дебют в UFC; «Выступление вечера» (1)                                 |
| Победа    | 16-6   | Туко Туккос       | KO (удары)             | Road to UFC: Singapore Episode 1                            | 19 июня 2022    | 1     | 3:57  | Калланг, Сингапур         | Вернулся в полутяжёлый вес                                            |
| Победа    | 15-6   | Хо Чаншэн         | TKO (удары)            | WLF W.A.R.S. 52                                             | 30 апреля 2021  | 1     | 2:25  | Маотай, Китай             |                                                                       |
| Победа    | 14-6   | Чжан Цайбао       | TKO (удары)            | WLF W.A.R.S. 50                                             | 14 января 2021  | 1     | 1:29  | Чжэнчжоу, Китай           | Выиграл турнир WLF в тяжёлом весе                                     |
| Победа    | 13-6   | Цун Хандун        | TKO (удары)            | WLF W.A.R.S. 50                                             | 14 января 2021  | 1     | 0:45  | Чжэнчжоу, Китай           | Полуфинал турнира WLF в тяжёлом весе                                  |
| Победа    | 12-6   | Чжан Цайбао       | TKO (удары)            | WLF W.A.R.S. 49                                             | 17 ноября 2020  | 1     | 1:29  | Чжэнчжоу, Китай           |                                                                       |
| Победа    | 11-6   | Тянь Хонъян       | KO (удар рукой)        | Huya FC: Kung Fu Carnival Season 2                          | 5 сентября 2020 | 1     | 1:09  | Гуанчжоу, Китай           | Выиграл Гран-при Huya FC в тяжёлом весе                               |
| Победа    | 10-6   | Ма Аньдин         | Сдача (удушение сзади) | Huya FC: Kung Fu Carnival Season 2                          | 5 сентября 2020 | 1     | 0:50  | Гуанчжоу, Китай           | Полуфинал Гран-при Huya FC в тяжёлом весе                             |
| Победа    | 9-6    | Хо Чаншэн         | TKO (удары)            | Huya FC: Kung Fu Carnival Season 2                          | 5 сентября 2020 | 1     | 2:09  | Гуанчжоу, Китай           | Вернулся в тяжёлый вес. Четвертьфинал Гран-при Huya FC в тяжёлом весе |
| Победа    | 8-6    | Алиреза Вафаеи    | Сдача (удушение сзади) | WLF W.A.R.S. 41                                             | 3 января 2020   | 1     | 2:01  | Чжэнчжоу, Китай           |                                                                       |
| Поражение | 7-6    | Луан Агирре Элиас | Сдача (удушение сзади) | WLF W.A.R.S. 39                                             | 18 июля 2019    | 1     | 3:36  | Чжэнчжоу, Китай           |                                                                       |
| Победа    | 7-5    | Ношерван Ханзада  | TKO (удары)            | WLF W.A.R.S. 36                                             | 12 июля 2019    | 1     | 3:26  | Чжэнчжоу, Китай           | Бой в тяжёлом весе                                                    |
| Победа    | 6-5    | Надер Исхаков     | TKO (удары)            | TATFIGHT 9: China vs Tatarstan                              | 5 февраля 2010  | 3     | 4:35  | Казань, Россия            |                                                                       |
| Поражение | 5-5    | Аскар Можаров     | KO (удар)              | Yunfeng Showdown: Global Kung Fu Masters                    | 29 декабря 2018 | 1     | N/A   | Яньтай, Китай             |                                                                       |
| Поражение | 5-4    | Сергей Погодаев   | TKO (удары)            | Modern Fighting Pankration 220: Mayor's Cup 2018            | 26 мая 2018     | 2     | 3:45  | Хабаровск, Россия         | Дебют в полутяжёлом весе                                              |
| Победа    | 5-3    | Аожи Гэлэ         | Сдача (удушение сзади) | Fight King: Gold Belt Contest                               | 28 января 2018  | 1     | 1:35  | Сяньян, Китай             | Дебют в тяжелом весе                                                  |
| Победа    | 4-3    | Саяма             | Сдача (армбар)         | The Legend King Championship 4                              | 23 декабря 2017 | 1     | 1:53  | Яньтай, Китай             | Бой в промежуточном весе (198 фунтов)                                 |
| Поражение | 3-3    | Кодзи Шикува      | Единогласное решение   | Kunlun Fight MMA 11                                         | 4 мая 2017      | 3     | 5:00  | Иу, Китай                 |                                                                       |
| Поражение | 3-2    | Джон Вейк         | KO (удары)             | Kunlun Fight: Cage Series 6                                 | 21 октября 2016 | 1     | 2:18  | Иу, Китай                 | Бой в промежуточном весе (190 фунтов)                                 |
| Победа    | 3-1    | Пурия Немати      | Сдача (удушение сзади) | CKF Sunkin                                                  | 13 августа 2016 | 1     | 1:11  | Циндао, Китай             | Бой в промежуточном весе (190 фунтов)                                 |
| Победа    | 2-1    | Атта Иззатулло    | TKO (удары)            | WLF W.A.R.S. 36                                             | 26 июня 2016    | 1     | 2:10  | Циндао, Китай             | Дебют в среднем весе                                                  |
| Победа    | 1-1    | Чжан Цайбао       | Сдача (удушение сзади) | 2016 Xinjiang Oriental Summit: International MMA Tournament | 21 января 2016  | 1     | 1:55  | Циндао, Китай             | Бой в промежуточном весе (198 фунтов)                                 |
| Поражение | 0-1    | Хань Цинтао       | Сдача (гильотина)      | CKF 12/30                                                   | 30 декабря 2014 | 2     | 0:15  | Цюйцзин, Юньнань, Китай   | Бой в промежуточном весе (202 фунта)                                  |